# Список войн Испании
Эта статья является неполным списком войн и конфликтов, в которых участвовала Испании с тех пор, как королевства Кастилия, Арагон и Наварра были окончательно объединены под властью Карлоса I.
 Победа Испании Поражение Испании Другой результат (договор или мир без четкого результата, статус кво, результат гражданской войны или внутреннего конфликта) Продолжающиеся конфликты и войны

## Габсбургская Испания
| Даты конфликта       | Название конфликта | Стороны конфликта | Стороны конфликта | Итог |
| Даты конфликта       | Название конфликта | Союзники | Противники | Итог |
| -------------------- | --- | --- | --- | --- |
| Карлос I (1516-1556) | | | | |
| 1516—1529            | Испано-алжирские войны - Первый захват Алжира - Первая Алжирская экспедиция - Вторая Алжирская экспедиция - Бои за Тлемсен - Второй захват Алжира | Испанская империя Королевство Тлемсен | Алжирский султанат - Турецкие янычары | Поражение Испании - Уход испанских войск с территории Алжира - Разрушение крепости на Пеньон-де-Алжир - Превращение Алжира в опорную базу пиратства - Вхождение Алжира в Османскую империю                                                          |
| 1520—1522            | Восстание комунерос | Сторонники короля | Восставшие города Кастилии | Победа роялистов - Рост авторитета Карлоса I - Казнь лидеров повстанцев - Амнистия комунерос (1522) |
| 1521—1524            | Завоевание Наварры - Осада Фуэнтеррабии | Испанская империя | Королевство Наварра Королевство Франция | Победа Испании - Возвращение власти над Фуэнтеррабией - Конец франко-наваррских вторжений - Включение Нижней Наварры в состав Испании (до 1530) - Помилование защитников крепости (1524)                                                            |
| 1521—1526            | Четырёхлетняя война | Испанская империя Священная Римская империя Папская область Миланское герцогство Мантуанское маркграфство Королевство Англия | Королевство Франция Венецианская республика Герцогство Урбино Королевство Наварра Шотландское королевство | Мадридский договор (1526) |
| 1526—1530            | Война Коньякской лиги | Испанская империя Священная Римская империя Герцогство Феррара Мантуанское маркграфство Генуэзская республика (с 1528) | Коньякская лига: - Королевство Франция - Швейцарские наёмники - Папская область - Герцогство Урбино - Миланское герцогство - Венецианская республика - Генуэзская республика (до 1528) - Флорентийская республика - Королевство Наварра - Королевство Англия            | Камбрейский мир (1529) |
| 1527—1538            | Венгерская гражданская война - Австро-турецкая война                                                                                              | Испанская империя Священная Римская империя - Габсбургская монархия - Сербская деспотовина - Герцогство Бавария - Курпфальц - Курфюршество Бранденбург Папская область Княжество Валахия (до 1529) Сербские повстанцы (до 1527) | Османская империя - Молдавское княжество - Сербская деспотовина - Княжество Валахия Восточно-Венгерское королевство При поддержке: Королевство Франция | Орадский договор (1538) |
| 1535                 | Тунисская война | Испанская империя Священная Римская империя - Генуэзская республика - Графство Фландрия Династия Хафсидов Королевство Португалия Мальтийский орден                                                                              | Османская империя Королевство Франция | Победа Испании - В Тунисе восстановилась лояльная Испании династия |
| 1536—1538            | Восьмая Итальянская война | Испанская империя - Швейцарские наёмники Священная Римская империя | Королевство Франция Османская империя | Поражение Испании - Ниццкое перемирие (1538) - Присоединение Савойи и Пьемонта к Франции |
| 1537—1540            | Третья Турецко-венецианская война | Священная лига: - Испанская империя - Королевство Португалия - Папская область - Венецианская республика - Наксосское герцогство - Генуэзская республика - Мантуанское герцогство - Мальтийский орден                           | Османская империя Королевство Франция | Победа Османской империи |
| 1540—1547            | Вторая Австро-турецкая война | Испанская империя Священная Римская империя - Габсбургская монархия - Герцогство Бавария - Курфюршество Бранденбург - Курфюршество Саксония - Ландграфство Гессен Папская область Венецианская республика                       | Османская империя - Молдавское княжество - Восточно-Венгерское королевство - Крымское ханство При поддержке: Королевство Франция | Адрианопольское перемирие (1547) - Австрия платит дань туркам и признаёт завоевания Сулеймана I |
| 1541                 | Алжирская экспедиция | Испанская империя Священная Римская империя Генуэзская республика Папская область Мальтийский орден Султанат Коку | Османская империя - Алжирский султанат | |
| 1542—1546            | Девятая Итальянская война | Испанская империя Священная Римская империя - Курфюршество Бранденбург - Герцогство Саксония Савойское герцогство Королевство Англия                                                                                            | Королевство Франция - Швейцарские наёмники Шотландское королевство Герцогство Юлих-Клеве-Берг Османская империя | Неокончательный результат - Мир в Крепи (1544) - Продолжение войны между Англией и Францией - Ардреский мир (1546) |
| 1546—1547            | Шмалькальденская война | Священная Римская империя - Габсбургская монархия - Герцогство Саксония (Альбертинская линия Веттинов) Испанская империя Папская область (католическая сторона)                                                                 | Шмалькальденский союз: - Курфюршество Саксония (Эрнестинская линия Веттинов) - Ландграфство Гессен - Курпфальц - Герцогство Брауншвейг-Люнебург - Королевство Богемия (1547) - Бремен - Любек - Др. протестантские города и княжества Германии (протестантская сторона) | Победа католиков - Виттенбергская капитуляция - Роспуск Шмалькальденского союза - Передача курфюршества Саксонии Альбертинской ветви Веттинов |
| 1552—1555            | Война князей | Испанская империя Священная Римская империя - Габсбургская монархия | Курфюршество Саксония Ландграфство Гессен Курфюршество Бранденбург Герцогство Пруссия Княжество Байрейт | Поражение императора Карла V - Расширение прав немецких курфюрстов (Cujus regio, ejus religio) - Пассауский договор (1552) - Аугсбургский религиозный мир (1555) - Отречение Карла V от престола - Епископства Мец, Туль и Верден перешли к Франции |
| 1552—1559            | Третья Австро-турецкая война | Испанская империя Священная Римская империя - Габсбургская монархия Восточно-Венгерское королевство (до 1556) | Османская империя - Молдавское княжество - Восточно-Венгерское королевство (с 1556) - Крымское ханство - Княжество Валахия При поддержке: Королевство Франция | Война продолжилась при Филиппе II |